# Лазур (стадион)
„Лазур“ е футболен стадион, намиращ се в ж. к. „Лазур“ в Бургас. 

## Обща информация
Построен е през 1967 г., а през 1997 г. е основно реконструиран. Официалното му откриване след реконструкция е на 13 април 1997 г. Северната и южната трибуни са с козирки, под които са разположени 10 000 седалки. Размерите на игрището са 116 х 78 метра. До 2002 г. стадионът се казва „Нефтохимик“, а след това – „Нафтекс“. През 2006 г. стадионът е преименуван на „Лазур“. През 2019 г. поради спонсорски договор с Ефбет стадионът се преименува на „Ефбет Арена“, но от 2022 г. си връща старото име „Лазур“.
След закриването на футболен клуб Нафтекс той остава притежание на другия елитен бургаски тим. На него играе както Черноморец, така и Локомотив Пловдив, Литекс и Черно море преди години, които домакинстват там мачове от евротурнирите. В миналото националният отбор на България го използва за официални срещи, докато стадион „Васил Левски“ е в ремонт.
Освен централния терен в спортния комплекс има още един затревен терен със стандартни размери и осветление за провеждане на тренировки на представителния отбор, както и кортово игрище, което се предоставя на спортни клубове за провеждане на турнири от републикански и градски мащаб. В комплекса са създадени и възможно най-добрите условия за работа на журналисти, които отразяват футболните срещи: 11 самостоятелни кабини, оборудвани с пултове за директни предавания, телевизионни монитори, които проследяват ситуациите на терена, телефони с възможности за осъществяване на сателитна връзка.
През 2010 г. става най-добрият стадион в България. През 2015 г. приема 11 двубоя от Европейското първенство по футбол за юноши до 17 г., включително финала между Германия и Франция.
Към 2024 г. стадиона се намира в занемарено състояние, като повечето трибуни и терен като цяло не са добре поддържани.